# West Allis
West Allis (mit dem Status „City“) ist die zweitgrößte Stadt des Milwaukee County im US-amerikanischen Bundesstaat Wisconsin. Das U.S. Census Bureau hat bei der Volkszählung 2020 eine Einwohnerzahl von 60.325 ermittelt.
Der Name der zur Metropolregion Milwaukee gehörenden Stadt West Allis geht auf Edward P. Allis zurück, der im 19. Jahrhundert die Allis-Chalmers Manufacturing Company gründete. Die Siedlung wurde westlich der Fabrik angelegt.

## Geografie
Durch die Stadt fließen die Oberläufe des Root River und des Kinnikinnick River. Nach dem United States Census Bureau hat die Stadt eine Fläche von 11,4 Quadrat-Meilen (29,4 Quadratkilometer), von denen 11,4 Quadrat-Meilen (29,4 Quadratkilometer) Land und 0,04 Quadrat-Meilen (0,2 Quadratkilometer) Wasser sind.
Nachbargemeinden und Nachbarstädte von West Allis sind (von Norden an im Uhrzeigersinn) Wauwatosa, Milwaukee, West Milwaukee, Greenfield und New Berlin.

## Geschichte
Die ursprüngliche Siedlung an der Stelle des heutigen West allis trug den Namen Honey Creek. Als die Chicago and North Western Railway 1880 eine Bahnstrecke von Madison nach Chicago errichtete, nannte sie ihre Haltestelle North Greenfield. 1887 erhielt das Dorf offiziell den Namen North Greenfield. Nachdem Allis-Chalmers hier 1901 eine Fabrik errichtet hatte, wurde der Ort 1902 in West Allis umbenannt. 1906 erfolgte die Ernennung zur Stadt.

## Verkehr

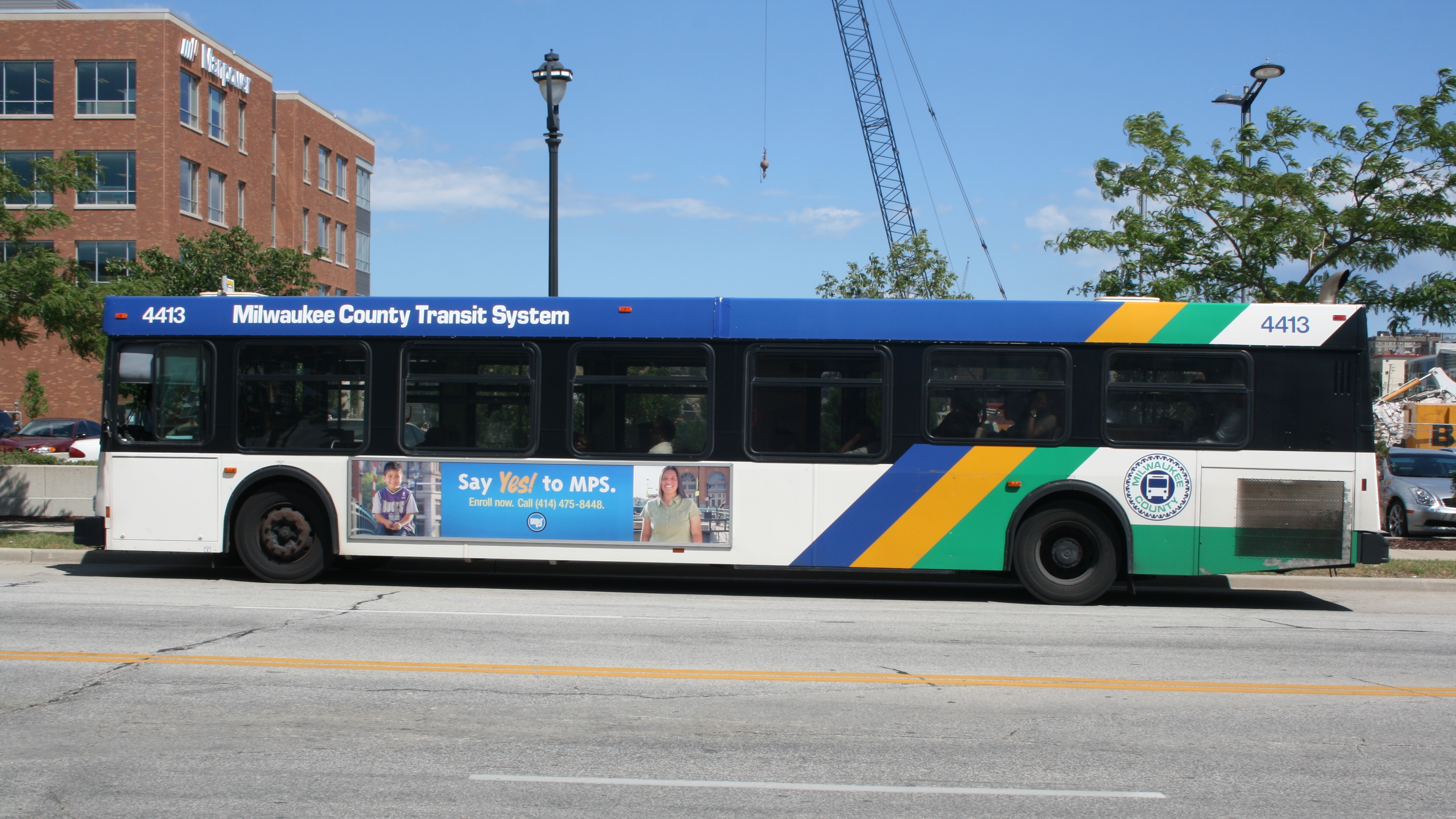
Ein Bus des MCTS

Die wichtigsten Hauptverkehrsachsen für West Allis sind die Autobahnen Interstate 94 in West-Ost-Richtung und die Interstate 894 / U.S. Highway 45 als Nord-Süd-Achse.
Im öffentlichen Nahverkehr wird West Allis von Bussen des Milwaukee County Transit System (MCTS) versorgt. Bedeutendste Bahnstation ist die Milwaukee Intermodal Station, von welcher es Regional- und Fernverbindungen gibt.
Es ist jedoch erwähnenswert, dass die Versorgung des öffentlichen Personennahverkehrs in der Metropolregion Milwaukee selbst für amerikanische Gegebenheiten nur durchschnittlich ist. Im Vergleich dazu hat die südliche Nachbarregion Chicago ein Nahverkehrssystem auf europäischem Niveau. Durch ein gutes Straßennetz und relativ kurze Wege ist man in der Milwaukee Area mit dem PKW oft im Vorteil.
Der wichtigste Flughafen der Region, der Milwaukee Mitchell International Airport ist circa 13 Meilen (21 Kilometer) entfernt. Der kleinere Regional- und Privatflieger-Airport Lawrence J. Timmerman befindet sich nördlich von Wauwatosa, 9 Meilen (14 Kilometer) entfernt.

## Bevölkerung
Nach der Volkszählung im Jahr 2010 lebten in West Allis 60.411 Menschen in 27.454 Haushalten. Die Bevölkerungsdichte betrug 2054,8 Einwohner pro Quadratkilometer. In den 27.454 Haushalten lebten statistisch je 2,17 Personen.
Ethnisch betrachtet setzte sich die Bevölkerung zusammen aus 86,7 Prozent Weißen, 3,6 Prozent Afroamerikanern, 1,1 Prozent amerikanischen Ureinwohnern, 2,0 Prozent Asiaten sowie 3,6 Prozent aus anderen ethnischen Gruppen; 2,9 Prozent stammten von zwei oder mehr Ethnien ab. Unabhängig von der ethnischen Zugehörigkeit waren 9,6 Prozent der Bevölkerung spanischer oder lateinamerikanischer Abstammung.
20,5 Prozent der Bevölkerung waren unter 18 Jahre alt, 64,9 Prozent waren zwischen 18 und 64 und 14,6 Prozent waren 65 Jahre oder älter. 51,0 Prozent der Bevölkerung war weiblich.
Das mittlere jährliche Einkommen eines Haushalts lag bei 44.066 USD. Das Pro-Kopf-Einkommen betrug 24.906 USD. 14,2 Prozent der Einwohner lebten unterhalb der Armutsgrenze.

## Sehenswürdigkeiten

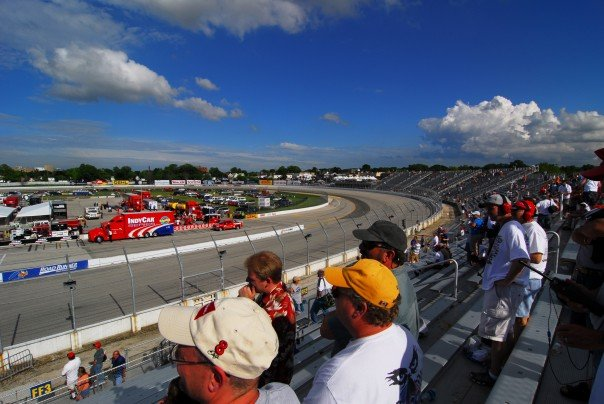
Rennstrecke Milwaukee Mile

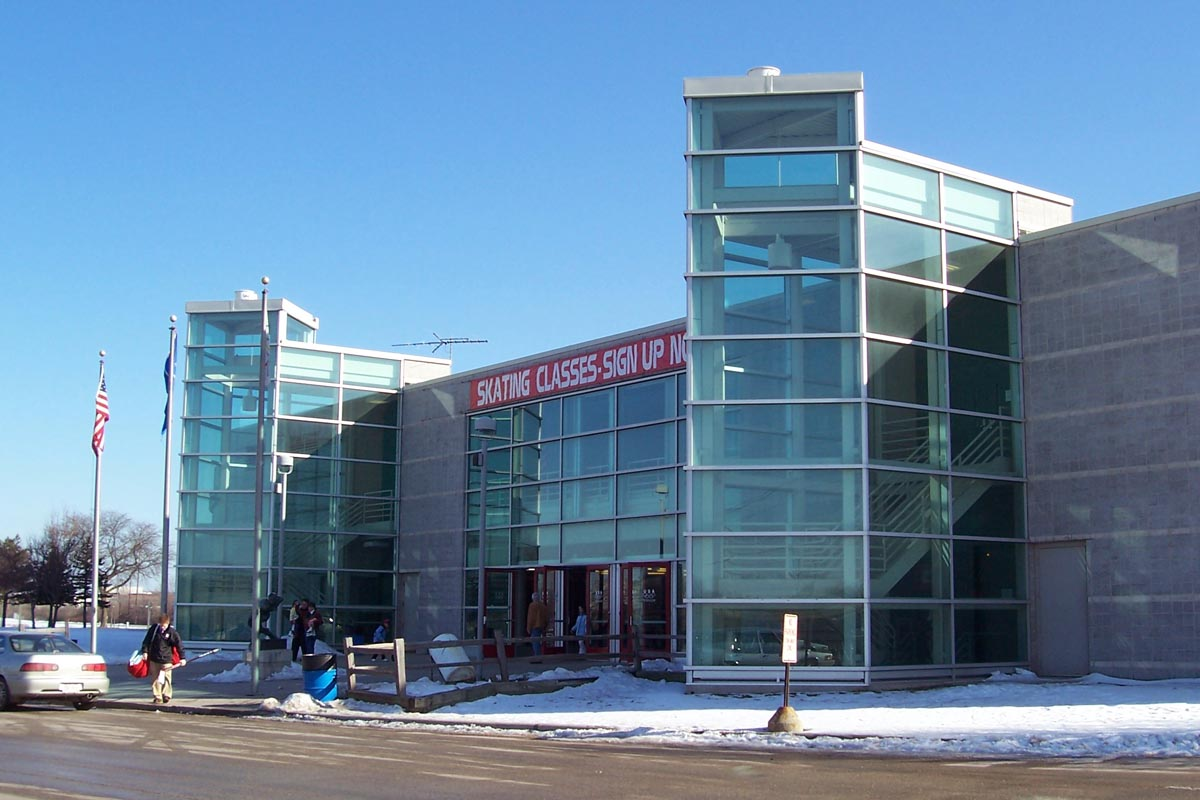
Pettit National Ice Center

Die bekannteste Sehenswürdigkeit der Stadt ist der Wisconsin State Fair Park, zu dem die Rennstrecke Milwaukee Mile gehört.
Neben dem Wisconsin State Fair Park befindet sich mit dem Pettit National Ice Center eine Eishalle mit einer 400-Meter-Eisbahn, auf der auch internationale Wettbewerbe stattfinden.
Der Milwaukee County Zoo ist circa 5 Kilometer von Downtown West Allis entfernt am nordwestlichen Stadtrand, auf der Gemarkungsgrenze zur Nachbarstadt Wauwatosa.

## Schulen

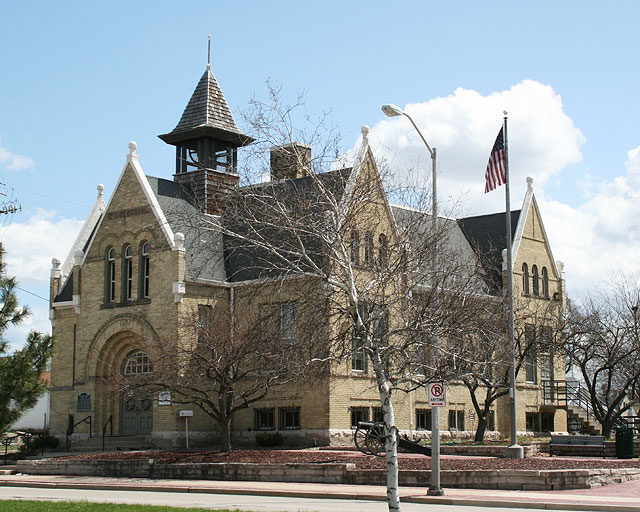
Greenfield School

West Allis bildet mit der Nachbargemeinde West Milwaukee den West Allis - West Milwaukee School District, zu diesem gehören folgende öffentliche Schulen der Stadt:
- Franklin Elementary School
- Hoover Elementary School
- Horace Mann Elementary School
- Irving Elementary School
- Jefferson Elementary School
- Longfellow Elementary School
- Madison Elementary School
- Mitchell Elementary School
- Pershing Elementary School
- Walker Elementary School
- Wilson Elementary School
- Frank Lloyd Wright Intermediate School
- Lincoln Intermediate School
- West Milwaukee Intermediate School
- West Allis Central High School
- Nathan Hale High School
- James E. Dottke High School

## Nennenswerte Unternehmen
- Allis-Chalmers, nicht mehr existent
- Siemens, auf dem ehemaligen Allis-Chalmers-Areal
- Quad/Graphics, Druckerei
- WDJT-TV (Channel 58, CBS), WMLW-CA (Channel 41, IND) und WYTU-LD (Channel 63, Telemundo), Weigel Broadcasting Stations

## Bekannte Personen
- Jeffrey Dahmer (1960–1994), Serienmörder („Das Monster von Milwaukee“)
- Aliotta Haynes Jeremiah, Rockband in den 1970er Jahren, One-Hit-Wonder mit dem Song „Lake Shore Drive“
- Chad Dombrowski (* 1980), Fußballprofi
- Neil Dombrowski (* 1984), Fußballprofi
- Tighe Dombrowski (* 1982), Fußballprofi
- Donald Hying (* 1963), römisch-katholischer Geistlicher, Bischof von Madison
- Dan Jansen (* 1965), Weltmeister Eisschnelllauf, Olympia Goldmedaillengewinner
- Richard A. Knobloch (1918–2001), U.S. Air Force General
- Harvey Kuenn (1930–1988), Baseballprofi in der Major League Baseball (MLB), später Sportmanager
- Liberace (1919–1987), Entertainer und Pianist
- Dan Maske (* 1971), Komponist, Keyboarder und Musikpädagoge
- Chellsie Memmel (* 1988), Turnweltmeisterin, 2008 Team-Silber bei Olympia
- Dawn Miceli, Comedian
- Nick Pearson (* 1979), Olympionike, US-Meister im Eisschnelllauf[4]
- Marty Pierce (* 1964), Eisschnellläufer
- Chris Witty (* 1975), Eisschnellläuferin und Radsportlerin